# Tentyriini
Tentyriini (лат.) — триба жесткокрылых семейства чернотелок.

## Систематика
В составе трибы:
- роды: Anatolica — Calyptopsis — Cyphostethe — Dailognatha — Dichomma — Eulipus — Hegeter — Melanochrus — Melaxumia — Microdera — Oxycara — Oxycarops — Pachychila — Paivaea — Psammocryptus — Scythis — Tentyria — Tentyrina— Trichosphaena